# إمونز دونبار
إمونز دونبار (بالإنجليزية: Emmons Dunbar)‏ هو لاعب كرة قدم أمريكية أمريكي، ولد في 24 مارس 1882 في سبرينغفيل في الولايات المتحدة، وتوفي في 20 يوليو 1954.